# Adrien Beaudry
Pour l’article homonyme, voir Beaudry.
Adrien Beaudry (Saint-Marc-sur-Richelieu, 13 novembre 1879 - Montréal, 5 octobre 1942 à l'âge de 62 ans) est un avocat et un homme politique québécois. Il était le député libéral de Verchères de 1916 à 1921.